# Columbus (Mississipi)
Columbus és una població dels Estats Units a l'estat de Mississipi. Segons el cens del 2008 tenia 23.798 habitants.

## Demografia
Segons el cens del 2000, Columbus tenia 25.944 habitants, 10.062 habitatges, i 6.419 famílies. La densitat de població era de 467,6 habitants per km².
Dels 10.062 habitatges en un 29,8% hi vivien nens de menys de 18 anys, en un 38% hi vivien parelles casades, en un 21,7% dones solteres, i en un 36,2% no eren unitats familiars. En el 31,3% dels habitatges hi vivien persones soles el 12,2% de les quals corresponia a persones de 65 anys o més que vivien soles. El nombre mitjà de persones vivint en cada habitatge era de 2,42 i el nombre mitjà de persones que vivien en cada família era de 3,07.
Per edats la població es repartia de la següent manera: un 26% tenia menys de 18 anys, un 12% entre 18 i 24, un 26,6% entre 25 i 44, un 19,8% de 45 a 60 i un 15,5% 65 anys o més.
L'edat mediana era de 34 anys. Per cada 100 dones de 18 o més anys hi havia 75,3 homes.
La renda mediana per habitatge era de 27.393$ i la renda mediana per família de 32.596$. Els homes tenien una renda mediana de 30.773$ mentre que les dones 20.182$. La renda per capita de la població era de 16.848$. Entorn del 21% de les famílies i el 25,7% de la població estaven per davall del llindar de pobresa.

## Poblacions més properes
El següent diagrama mostra les poblacions més properes.